# Parafia św. Józefa w Pasłęku
Parafia św. Józefa w Pasłęku – rzymskokatolicka parafia położona w diecezji elbląskiej, w dekanacie Pasłęk I. Kościół parafialny św. Bartłomieja został wybudowany w końcu XIII wieku w stylu gotyckim, rozbudowany w połowie XIV i XVI wieku z wyposażeniem barokowym. 